# デジタルアーク
デジタルアーク（digital ark）は、日本のアダルトビデオメーカー・レーベル。

## 概要
ジャンル作品を中心に高い評価を得ている映像メーカーで、特に痴女やギャルに特化した作品は人気が高い。また、アダルトグッズ、コスチューム、撮影で使用したグッズのオークションなども手掛けている。
2011年12月にオンライン専門メーカー直販レーベル『DEGEA』を立ち上げ、マニアックな作品や作り手の作りたい作品を配信している。

## 主なレーベル
現在
- digitalark（1997年10月 - ）
- FLAVA（2006年12月 - ）
- WEEKENDER（2006年11月 - ）
- LUKE（2016年6月 - ）
- ユメノアイダ（2015年1月 - ）

過去
- IMMORAL（2011年2 - 10月）
- CRYBABY（2009年9月 - 2012年1月）
- DIAMANTE DI DIGITALARK（2009年6月 - 2011年12月）
- in Body（2008年3 - 11月）
- FED・set-004（2007年5月 - 2008年10月）

## 監督

### デジタルアーク監督
デジタルアーク創業時からの監督。デジタルアーク初期は本番が無いフェチ色の強い作品が多く、当時のイケイケ系派手目の女性やコギャルを起用、ボディコンやハイレグ等ド派手な衣装を使用する事が多かった。その後、黒ギャルを多くキャスティングしギャルAVブームを牽引。2014年に長崎へ移住したことを公表しておりこの時期から作品のリリースが大幅に減った。たまに復活はするが現在はスポット的に作品がリリースされている。

### カシマ
現在デジタルアーク作品の多くを監督している。映像的にはデジタルアーク監督のテイストと似ているが内容的にはカシマ監督作品の方が過激である。出演女優も多岐に渡り幅広いジャンルの女優が出演している。

### murasaki
痴女作品を中心にリリースしている監督。痴女作品に定評がある女優を多く起用している。

### 夢野あいだ
痴女、淫語で有名な監督。スポット的に作品をデジタルアークでリリースしている。

## 主なシリーズ
現在
- hot chocolate（2006年12月 - ）
- HYPER HIGHLEG QUEEN（2010年7月 - ）
- BROWNIE（2008年9月 - 2013年2月）
- GlamMode（2006年12月 - ）
- GROOVIN'（2005年5月 - ）
- HYPER FETISH（2015年2月 - ）
- デカ尻性欲モンスター（2020年10月 - ）
- ぶっかけ爆乳〜（2020年11月 - ）
- マゾ痴女ビッチ〜（2021年9月 - ）

過去
- EroBody（2008年7月 - 2012年12月）
- VS.（2007年10月 - 2012年5月）
- Sanctuary（2009年9月 - 2012年1月）
- VAMPIRE LEMONADE（2008年12月 - 2012年3月）
- ONIAGE（2008年6月 - 2011年11月）

## 主な出演女優
- mirano
- さくら悠
- 上原花恋
- 丸山レオナ
- 乙アリス
- 今井夏帆
- 佐伯由美香
- 佐藤ののか
- 塚田詩織
- 姫咲はな
- 宝田もなみ
- 弥生みづき
- 木下ひまり
- 沙月恵奈
- 本真ゆり
- 水野朝陽
- 永野つかさ
- 玉木くるみ
- 田中ねね
- 美波沙耶
- 羽生ありさ
- 若月みいな
- 葉月美音
- 西村ニーナ
- 野々宮みさと
- 霜月るな
- ひなのりく
- ERIKA(MOKA)
- 愛菜りな
- 中森玲子
- 鈴香音色
- 西木美羽
- RUMIKA
- 青山ゆい
- 泉麻那
- 宮下つばさ
- 武藤クレア
- 五十嵐レオナ（初の専属）
- 佐々木杏奈（2011年6月デビュー）